# Pierre Legendre
Pierre Legendre (* 15. Juni 1930 in Villedieu; † 3. März 2023) war ein französischer Rechtshistoriker und Psychoanalytiker. Nach dem Abschluss des Rechtsstudiums 1957 begann er seine psychoanalytische Ausbildung nach der Lehre von Jacques Lacan. In seinen Schriften erforschte er die sprachlichen Grundlagen des Rechts und der Psychoanalyse. Er war Professor Emeritus der Universität Paris I Panthéon-Sorbonne und lehrte an der École pratique des hautes études.

## Werke

### Monografien
- La pénétration du droit romain dans le droit canonique classique, thèse pour le doctorat, Imprimerie Jouve, 1964.
- Histoire de l’administration de 1750 à nos jours, Presses universitaires de France, 1968.
- L’Amour du censeur. Essai sur l’ordre dogmatique, éditions du Seuil, 1974.
- Jouir du pouvoir. Traité de bureaucratie patriote, coll. Critique, éditions de Minuit, 1976.
- La passion d’être un autre. Étude sur la danse, coll. Le champ freudien, éditions du Seuil, 1978.
- Leçons II. L’Empire de la vérité. Introduction aux espaces dogmatiques industriels, Fayard, 1983; nouvelle édition augmentée, 2001.
- Leçons VII. Le désir politique de Dieu. Étude sur les montages de l’État et du Droit, Fayard, 1988.
- L’Inestimable objet de la transmission, Fayard, 1985.
- Leçons VI. Les enfants du Texte. Étude sur la fonction parentale des États, Fayard, 1992.
- Leçons VIII. Le crime du caporal Lortie. Traité sur le Père. Fayard, 1994.
- Leçons IV. L’Inestimable Objet de la transmission. Étude sur le principe généalogique en Occident, Fayard, 1985; nouvelle édition augmentée, 2004.
- Leçons IV, suite. Le Dossier occidental de la parenté. Textes juridiques indésirables sur la généalogie, en collaboration avec Anton Schütz, Marc Smith, Yan Thomas, Fayard, 1988.
- Leçons IV, suite 2. Filiation. Fondement généalogique de la psychanalyse, par Alexandra Papageorgiou-Legendre, Fayard, 1990.
- La fabrique de l’homme occidental, Mille et une nuits, 1996.
- Leçons III. Dieu au Miroir. Étude sur l’institution des images, Fayard, 1997.
- Leçons I. La 901è conclusion. Étude sur le théâtre de la Raison, Fayard, 1998.
- De la Société comme Texte. Linéaments d’une Anthropologie dogmatique, Fayard, 2001.
- Ce que l’Occident ne voit pas de l’Occident. Conférences au Japon, coll. Les quarante piliers, Mille et une nuits, 2004.
- La Balafre. À la jeunesse désireuse… Discours à de jeunes étudiants sur la science et l’ignorance, Mille et une nuits, 2007.
- Dominium Mundi, L’Empire du Management, Mille et une nuits, 2007.
- Leçon IX. L’autre Bible de l’Occident : le Monument romano-canonique. Étude sur l’architecture dogmatique des sociétés, Fayard, 2009.
- Fantômes de l’État en France, Fayard, 2015.

### Deutsche Übersetzungen
- Die Fabrikation des abendländischen Menschen. Zwei Essays. Aus dem Franz. von Andreas Mayer. Wien: Turia + Kant 1999, 2. Aufl. 2004 ISBN 978-3-85132-201-9.
- Das Imperium des Managements. Aus dem Franz. von Jörg Mirtl. Wien: Turia + Kant 2009, ISBN 978-3-85132-533-1.
- Legendre, Pierre: „Der Tanz. Ein Denkanstoß für die verschiedenen Strömungen der Psychoanalyse“, in: Georg Mein (Hrsg.): Transmission. Übersetzung – Übertragung – Vermittlung, übers. von Sabine Hackbarth, Wien/Berlin: Turia + Kant 2010, S. 113–122.
- „Vom Imperativ der Interpretation“, übers. v. Sabine Hackbarth, in: Mein, Georg (Hrsg.): Die Zivilisation des Interpreten. Studien zum Werk Pierre Legendres, Wien/Berlin: Turia + Kant 2011, S. 13–26.
- „Magistri Legis. Eine Studie zur dogmatischen Funktion im industriellen System“, in: Zeitschrift für Medien- und Kulturforschung 2 (2011): Medien des Rechts, übers. v. Sabine Hackbarth, S. 69–111.
- Mit fremdem Blick. Radiogespräche mit Philippe Petit zur politischen Philosophie, Psychoanalyse, Rechtsgeschichte und Anthropologie. Wien/Berlin: Turia + Kant 2013, ISBN 978-3-85132-598-0.

### Gesamtausgabe
Seit 2010 ist eine deutschsprachige Gesamtausgabe der Schriften Pierre Legendres im Verlag Turia + Kant in Arbeit, die von Georg Mein und Clemens Pornschlegel herausgegeben wird. In dieser Reihe sind bereits erschienen:
- Schriften Bd. 1: Mein, Georg/Pornschlegel, Clemens (Hrsg.): Pierre Legendre: Vom Imperativ der Interpretation. Übersetzt von Sabine Hackbarth, Wien/Berlin: Turia + Kant 2010, ISBN 978-3-85132-590-4 (enthält die Übersetzung von: La Balafre: Discours à de jeunes étudiants sur la science et l’ignorance, La fabrique de l’homme occidental, L’Homme en meurtier, Dominium Mundi. L’Empire du management und Les Juifs se li-vrent à des interprétations insensées. Expertise d’un texte).
- Schriften Bd. 2: Mein, Georg/Pornschlegel, Clemens (Hrsg.): Pierre Legendre: Gott im Spiegel. Untersuchung zur Institution der Bilder. Übersetzt von Sabine Hackbarth und Verena Reiner, Wien/Berlin: Turia + Kant 2011, ISBN 978-3-85132-591-1.
- Schriften Bd. 3: Mein, Georg/Pornschlegel, Clemens (Hrsg.): Pierre Legendre: Das Verbrechen des Gefreiten Lortie. Versuch über den Vater. Überarbeitete Übersetzung v. Clemens Pornschlegel, Wien/Berlin: Turia + Kant 2011, ISBN 978-3-85132-592-8 (erstmals abgedruckt unter dem Titel Verbrechen des Gefreiten Lortie. Abhandlung über den Vater, Freiburg: Rombach 1998).
- Schriften Bd. 4: Mein, Georg/Pornschlegel, Clemens (Hrsg.): Pierre Legendre: Die Kinder des Textes. Über die Elternfunktion des Staates. Übersetzt von Pierre Mattern, Wien/Berlin: Turia + Kant 2011, ISBN 978-3-85132-593-5.
- Schriften Bd. 5: Mein, Georg/Pornschlegel, Clemens (Hrsg.): Pierre Legendre: Über die Gesellschaft als Text. Grundzüge einer dogmatischen Anthropologie. Übersetzt von Sabine Hackbarth, Wien/Berlin: Turia + Kant 2012, ISBN 978-3-85132-597-3.
- Schriften Bd. 6: Mein, Georg / Pornschlegel, Clemens (Hrsg.): Pierre Legendre: Das politische Begehren Gottes. Über die Montagen des Rechtsstaats. Übersetzt von Katrin Becker, Wien/Berlin: Turia + Kant 2012, ISBN 978-3-85132-594-2.
- Schriften Bd. 7: Mein, Georg/Pornschlegel, Clemens (Hrsg.): Die Leidenschaft ein Anderer zu sein. Etüde zum Tanz. Übersetzt von Sabine Hackbarth, Wien/Berlin: Turia + Kant 2014, ISBN 978-3-85132-595-9.
- Schriften Bd. 8: Mein, Georg/Pornschlegel, Clemens (Hrsg.): Die Liebe des Zensors. Versuch über die dogmatische Ordnung. Übersetzt von Marina Laurent, Wien/Berlin: Turia + Kant 2016, ISBN 978-3-85132-596-6.